# Gare de Germaine
Ne doit pas être confondu avec Gare du Bouscat-Sainte-Germaine.
La gare de Germaine est une gare ferroviaire française de la ligne d'Épernay à Reims, située sur le territoire de la commune de Germaine, dans le département de la Marne en région Grand Est.
C'est une halte ferroviaire de la Société nationale des chemins de fer français (SNCF), desservie par des trains TER Grand Est.

## Situation ferroviaire
Établie à 178 m d'altitude, la gare de Germaine est située au point kilométrique (PK) 156,239 de la ligne d'Épernay à Reims, entre les gares d'Avenay et de Rilly-la-Montagne.

## Histoire
Le bâtiment voyageurs, disposé à l'écart des voies à cause de la présence de voies de garage qui ont depuis été retirées, est un petit bâtiment étroit à deux niveaux de quatre travées sous bâtière prolongé par une aile plus moderne.
Il pourrait s'agir d'une maison de garde-barrière de deux étages fortement agrandie.

## Fréquentation
Selon les estimations de la SNCF, la fréquentation annuelle de la gare figure dans le tableau ci-dessous
.
| Année     | 2015   | 2016   | 2017   | 2018   | 2019   | 2020   | 2021   | 2022   | 2023   | 2024   |
| --------- | ------ | ------ | ------ | ------ | ------ | ------ | ------ | ------ | ------ | ------ |
| Voyageurs | 20 198 | 19 879 | 19 527 | 17 521 | 17 553 | 13 927 | 16 565 | 20 297 | 24 110 | 24 127 |

## Service des voyageurs

### Accueil
Halte SNCF, c'est un point d'arrêt non géré (PANG) à entrée libre.

### Desserte
Germaine est desservie par des trains TER Grand Est qui effectuent des missions entre Épernay, ou Château-Thierry, et Reims.

### Intermodalité
Un parc à vélos et un parking pour les véhicules sont aménagés.